# Catedral de Santa María (Miami)
La catedral de Santa María (en inglés Cathedral of Saint Mary) es la catedral de la Arquidiócesis de Miami y, como tal, la principal iglesia católica de esa ciudad. Su advocación se debe a María la madre de Jesús.

## Historia
Las ceremonias iniciales para la construcción de la iglesia actual se realizaron en 1955, y el nuevo edificio fue consagrado el 27 de enero de 1957 bajo la dirección de monseñor Patrick O'Donohue. La parroquia, que había comenzado su funcionamiento con una pequeña estructura de madera, poseía ahora una nueva iglesia hecha en piedra con capacidad para 1.200 feligreses. Un año después, el 25 de mayo de 1958, Miami fue erigida como diócesis por el Papa Juan XXIII, convirtiéndose la hasta entonces la Iglesia de Santa María en catedral y sede del obispo, título en que se desempeñó Coleman Carroll.
El 7 de octubre de ese mismo año, Carroll dio inicio a la renovación del edificio existente, lo que incluyó la construcción de la Capilla del Santísimo Sacramento (Blessed Sacrament Chapel), y la decoración del altar con paneles metálicos, mármol y marfil barceloneses. El tabernáculo está hecho a mano con laminillas de oro, adornado con piedras semipreciosas y esmaltado, que ilustra la vida de Cristo. Josef Neumayrm, un orfebre de Múnich, fue el encargado de fundir los candelabros y un crucifijo.
La Capilla de la Sagrada Familia (Chapel of the Holy Family) fue creada en el espacio que originalmente ocupaba uno de los altares laterales, y el Maestro Biancini elaboró una réplica en cerámica en Faenza, y otros accesorios adicionales fueron encargados a Bruselas. La renovación de 1964 incluyó la adición de una campana de bronce más de 2 toneladas, y la instalación del primer órgano.
Con 230 estudiantes distribuidos en ocho grados, se inauguró el 2 de octubre de 1939 la escuela parroquial, que aún existe. 